# AB Argir
Der AB Argir, vollständiger Name Argja Bóltfelag (deutsch Fußballverein von Argir), kurz AB, ist einer von sechs Fußballclubs der färöischen Hauptstadt Tórshavn und spielt in der 1. Deild.

## Geschichte
Der Argja Bóltfelag wurde am 15. August 1973 gegründet. Der Gründungsvater war der Däne Johnny Nyby zusammen mit anderen Sportsfreunden in Argir, dem südlichen Stadtteil von Tórshavn. Argir gehörte schon damals zum zusammenhängenden Siedlungsgebiet von Tórshavn. AB war so gesehen der dritte Tórshavner Verein nach HB Tórshavn (1904) und B36 Tórshavn (1936). Allerdings wurde Argir erst 1997 eingemeindet, sodass Fram Tórshavn (1975) als älterer Hauptstadtverein zählen kann.
Im Frühjahr 1974 wählte AB seinen ersten Vorstand. Erster Präsident war Johnny Nyby, Vizepräsident Fróði Olsen, Schatzmeisterin Sonja á Argjaboða und Schriftführer Kristian Arge. Beisitzer waren: Erling Olsen, Sæmundur Mortenen und Jens Hansen.
Im gleichen Jahr nahm der Verein an den regulären färöischen Fußballspielen teil.
Anfangs stand nur ein enger Schulhof als Trainingsplatz zur Verfügung. Später gab es neben der Schule einen 20 × 40 Meter großen Platz. Ein eigenes Stadion gab es folglich gar nicht, aber AB konnte mit Erlaubnis der Vereine HB Tórshavn und B36 Tórshavn und der Kommune Tórshavn den Platz in Gundadalur zum Training und für die Ligaspiele mieten. Auf diese Art war für AB eine Beteiligung am regulären Sportbetrieb möglich.
1983 wurde in Argir ein richtiger Fußballplatz gebaut, was die Bedingungen für AB bedeutend verbesserte. 1985 kam das Vereinsheim im Untergeschoss des bisherigen Schulgebäudes hinzu.
Seit 1998 hat das Argir-Stadion einen Kunstrasen und damit die gleichen Bedingungen wie die anderen Vereine auf den Färöern.
In der Saison 2006 konnte Argir erstmals in die Formuladeildin (heute Betrideildin), die höchste Liga, aufsteigen, stieg jedoch als Vorletzter sofort wieder ab. 2008 erreichte der Verein in der 1. Deild den zweiten Platz und spielte somit 2009 erneut in der höchsten Spielklasse, in der diesmal der Klassenerhalt mit einem sechsten Platz gesichert werden konnte. Eine Saison später musste AB Argir wieder den Gang in die Zweitklassigkeit antreten. 2011 schien der Aufstieg bereits sicher zu sein, als vor dem letzten Spieltag gegenüber der punktgleichen Mannschaft von TB Tvøroyri eine um sechs Tore bessere Tordifferenz zu Buche stand, durch einen 11:0-Sieg von TB gegen EB/Streymur II bei einem 6:1-Sieg von AB gegen FC Hoyvík wurde dieser Vorsprung allerdings noch verspielt und der Aufstieg durch die weniger erzielten Tore verfehlt. Das entscheidende Tor für TB fiel per Elfmeter in der sechsten Minute der Nachspielzeit. 2012 glückte schließlich der Aufstieg als Zweitplatzierter. 2016 folgte als Neuntplatzierter erneut der Abstieg, als Erstplatzierter der 1. Deild erfolgte der sofortige Wiederaufstieg. Zweimal gelang daraufhin der Klassenerhalt, 2020 wurde der vorletzte Platz in der ersten Liga belegt. Dies hatte ein Relegationsspiel gegen den Viertplatzierten der 1. Deild zufolge, welches mit 2:3 nach Verlängerung gegen B68 Toftir verloren wurde. Im Jahr darauf wurde durch den dritten Platz der direkte Wiederaufstieg erreicht. 2023 folgte als Neuntplatzierter wiederum der Abstieg in die zweite Liga.

## Trainer (seit 2000)
- Oddbjørn Joensen (2000–2001)[2]
- Sámal Erik Hentze (2002–2003)
- Finn Johannesen (2003)
- Kári Reynheim (2004)
- Jóannes Jakobsen (2005)
- Rúni Nolsøe (2006)
- Oddbjørn Joensen (2007)
- Sigfríður Clementsen (2007)
- Allan Mørkøre (2008)
- Allan Mørkøre & John Petersen (2009)
- Allan Mørkøre (2010)
- Sámal Erik Hentze (2010–2013)
- Bill Mc. Leod Jacobsen (2014)
- Oddbjørn Joensen (2014–2015)
- Sámal Erik Hentze (2015)
- Trygvi Mortensen (2016)
- Kári Reynheim (2017)
- Sorin Anghel Vasile (2018–2019)
- Símun Eiler Samuelsen & Tonny Brimsvík (2020)
- Rógvi Poulsen (2020)
- Dimitrije Jankovic (2021)
- Sámal Erik Hentze (2022)
- Jonas Dal Andersen (2022)
- Jónas Stenberg (2022)
- Henrik Larsen (2022–2023)
- Morten Overgaard (2023)
- Símun Eliasen (2023)
- Øssur Hansen (2024)

## Bekannte Spieler

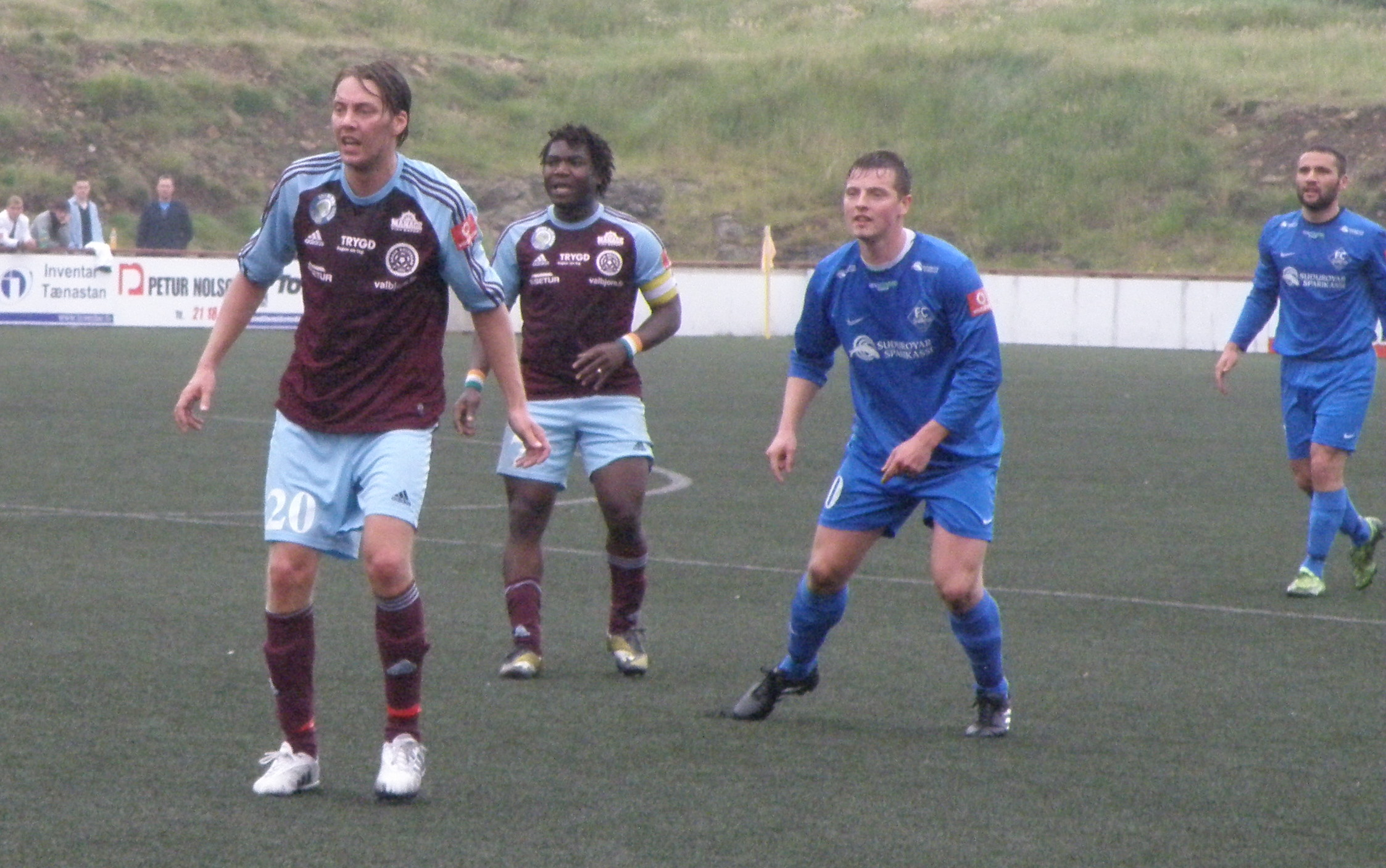
AB Argír (purpurrot) im Spiel gegen FC Suðuroy (blau) 2010

Aufgelistet sind alle Spieler, die mindestens zehn Spiele für die Nationalmannschaft absolviert haben.
- Jan Dam (2005)
- Jóan Símun Edmundsson (2014)
- Allan Mørkøre (2006–2010)
- Jónas Þór Næs (2007)
- John Petersen (2009)
- Kári Reynheim (2004, 2010–2011, 2016)
- Símun Eiler Samuelsen (2016, 2020)

Rekordspieler der ersten Liga ist Jónas Stenberg mit 168 Spielen. Bjarki Nielsen erzielte mit 18 die meisten Tore in der Betrideildin (Stand: Ende 2023).

## Ligarekorde
- Beste Ligaplatzierung: 6. Platz (2009)
- Höchster Heimsieg: 5:0 gegen B68 Toftir (21. August 2016)
- Höchste Heimniederlage: 0:7 gegen NSÍ Runavík (25. Mai 2014)
- Höchster Auswärtssieg: 4:0 gegen EB/Streymur (2. August 2015)
- Höchste Auswärtsniederlage: 0:11 gegen HB Tórshavn (12. August 2020)
- Torreichstes Spiel: HB Tórshavn gegen AB Argir 11:0 (12. August 2020)
- Ewige Tabelle: 14. Platz

## Frauenfußball
Das Frauenteam von AB spielte von 2003 bis 2014 ununterbrochen in der 1. Deild. Nachdem die ersten Saisons noch in der unteren Tabellenhälfte abgeschlossen wurden, konnte sich AB als zweite Kraft hinter KÍ Klaksvík etablieren, von 2008 bis 2011 wurde die Mannschaft jeweils Vizemeister. 2006 und 2009 stand AB im Pokalfinale und erreichte hierbei nach der Niederlage 2006 gegen KÍ Klaksvík im Jahr 2009 gegen denselben Verein den einzigen Pokalsieg. Nach dem letzten Platz 2014 wurde eine Spielgemeinschaft mit B36 Tórshavn als AB Argir/B36 Tórshavn eingegangen. Diese wurde nach einem Punkt aus 20 Spielen wieder aufgelöst. 2017 wurde gemeinsam mit B71 Sandur eine Spielgemeinschaft als AB Argir/B71 Sandur gebildet, welche nach zwei hohen Niederlagen zu Beginn (0:19 und 0:24) aufgelöst wurde.

### Bekannte Spielerinnen

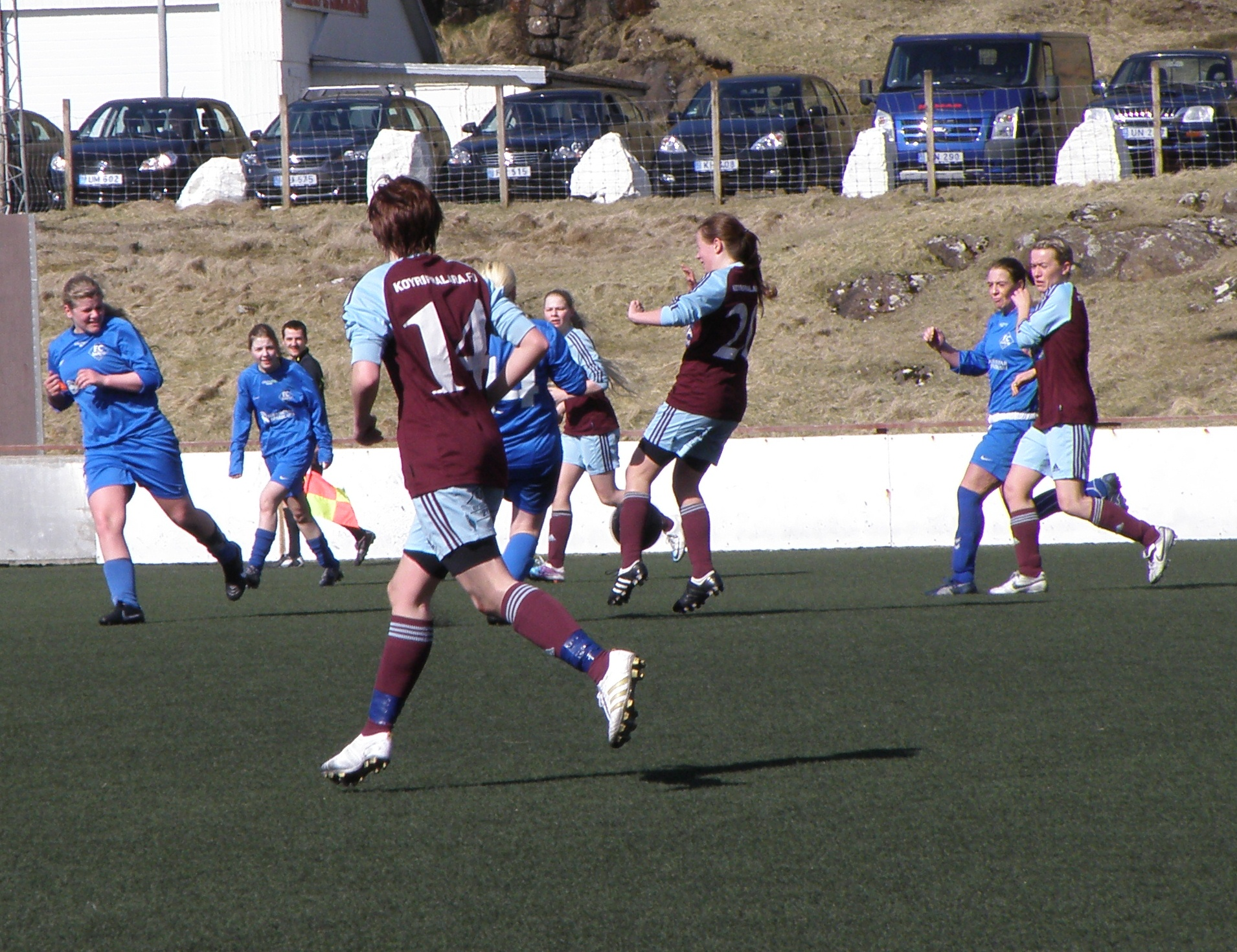
AB Argír (purpurrot) im Spiel gegen FC Suðuroy (blau) 2010

Aufgelistet sind alle Spielerinnen, die mindestens zehn Spiele für die Nationalmannschaft absolviert haben.
- Mona Breckman (2006–2012)
- Olga Kristina Hansen (2005–2006, 2009–2011)
- Liljan Petersen (2010–2012)
- Bjørg Syderbø (2007–2009)

### Erfolge

#### Titel
- 1× Färöischer Pokalsieger: 2009

#### Ligarekorde
- Beste Ligaplatzierung: 2. Platz (2008, 2009, 2010, 2011)
- Höchster Heimsieg: 13:0 gegen MB Miðvágur (14. April 2010)
- Höchste Heimniederlage: 0:10 gegen KÍ Klaksvík (11. Mai 2003), 0:10 gegen KÍ Klaksvík (21. September 2014)
- Höchster Auswärtssieg: 10:1 gegen MB Miðvágur (19. September 2010)
- Höchste Auswärtsniederlage: 0:18 gegen KÍ Klaksvík (6. August 2003)
- Torreichstes Spiel: KÍ Klaksvík gegen AB Argir 18:0 (6. August 2003)
- Ewige Tabelle: 6. Platz